# Волуја
Волуја је насеље у Србији у општини Кучево у Браничевском округу. Према попису из 2022. било је 712 становника.

## Демографија
У насељу Волуја живи 945 пунолетних становника, а просечна старост становништва износи 45,3 година (43,9 код мушкараца и 46,7 код жена). У насељу има 391 домаћинство, а просечан број чланова по домаћинству је 2,87.
Становништво у овом насељу веома је нехомогено, а у последња три пописа, примећен је пад у броју становника.

## Име
По предању, које је записао учитељ Ђока Јовановић децембра 1899. године, село Волуја добило је име на следећи начин. Када је кнез Лазар давао земљу у баштину манастиру Горњаку, рекао је: На северо-истоку дајем манастиру земље за толико и толико сати хода. Манастирски су људи ишли означеним правцем, и кад су путовали толико сати, колико је кнез Лазар рекао, нађу један волујак сена. Управо на том месту касније је настало село, које је по том волујку сена и добило име Волуја.
|  |

| Демографија | Демографија | Демографија |
| Година      | Становника  | Становника  |
| ----------- | ----------- | ----------- |
| 1948.       | 1.927       |             |
| 1953.       | 1.728       |             |
| 1961.       | 1.604       |             |
| 1971.       | 1.523       |             |
| 1981.       | 1.565       |             |
| 1991.       | 1.318       | 1.256       |
| 2002.       | 1.123       | 1.261       |
| 2011.       | 919         |             |

| Етнички састав према попису из 2002.‍ | Етнички састав према попису из 2002.‍ | Етнички састав према попису из 2002.‍ | Етнички састав према попису из 2002.‍ | Етнички састав према попису из 2002.‍ |
| ------------------------------------ | ------------------------------------ | ------------------------------------ | ------------------------------------ | ------------------------------------ |
|                                      |                                      |                                      |                                      |                                      |
| Срби                                 | Срби                                 |                                      | 609                                  | 54,22%                               |
| Власи                                | Власи                                |                                      | 429                                  | 38,20%                               |
| Румуни                               | Румуни                               |                                      | 7                                    | 0,62%                                |
| Словенци                             | Словенци                             |                                      | 1                                    | 0,08%                                |
| Бугари                               | Бугари                               |                                      | 1                                    | 0,08%                                |
| непознато                            | непознато                            |                                      | 22                                   | 1,95%                                |

| Година пописа     | 1948. | 1953. | 1961. | 1971. | 1981. | 1991. | 2002. |
| ----------------- | ----- | ----- | ----- | ----- | ----- | ----- | ----- |
| Број домаћинстава | 417   | 381   | 377   | 410   | 419   | 357   | 391   |

| Број чланова      | 1  | 2   | 3  | 4  | 5  | 6  | 7 | 8 | 9 | 10 и више | Просек |
| ----------------- | -- | --- | -- | -- | -- | -- | - | - | - | --------- | ------ |
| Број домаћинстава | 82 | 115 | 72 | 59 | 35 | 19 | 3 | 5 | 1 | 0         | 2,87   |

| Пол    | Укупно | Неожењен/Неудата | Ожењен/Удата | Удовац/Удовица | Разведен/Разведена | Непознато |
| ------ | ------ | ---------------- | ------------ | -------------- | ------------------ | --------- |
| Мушки  | 477    | 112              | 311          | 24             | 30                 | 0         |
| Женски | 497    | 54               | 316          | 109            | 17                 | 1         |
| УКУПНО | 974    | 166              | 627          | 133            | 47                 | 1         |

| Пол    | Укупно                    | Пољопривреда, лов и шумарство | Рибарство                            | Вађење руде и камена | Прерађивачка индустрија       |
| ------ | ------------------------- | ----------------------------- | ------------------------------------ | -------------------- | ----------------------------- |
| Мушки  | 214                       | 21                            | 0                                    | 89                   | 33                            |
| Женски | 83                        | 18                            | 0                                    | 7                    | 23                            |
| УКУПНО | 297                       | 39                            | 0                                    | 96                   | 56                            |
| Пол    | Производња и снабдевање   | Грађевинарство                | Трговина                             | Хотели и ресторани   | Саобраћај, складиштење и везе |
| Мушки  | 7                         | 4                             | 5                                    | 3                    | 12                            |
| Женски | 0                         | 0                             | 14                                   | 1                    | 1                             |
| УКУПНО | 7                         | 4                             | 19                                   | 4                    | 13                            |
| Пол    | Финансијско посредовање   | Некретнине                    | Државна управа и одбрана             | Образовање           | Здравствени и социјални рад   |
| Мушки  | 0                         | 2                             | 1                                    | 7                    | 1                             |
| Женски | 0                         | 1                             | 0                                    | 6                    | 3                             |
| УКУПНО | 0                         | 3                             | 1                                    | 13                   | 4                             |
| Пол    | Остале услужне активности | Приватна домаћинства          | Екстериторијалне организације и тела | Непознато            | Непознато                     |
| Мушки  | 0                         | 0                             | 0                                    | 29                   | 29                            |
| Женски | 1                         | 0                             | 0                                    | 8                    | 8                             |
| УКУПНО | 1                         | 0                             | 0                                    | 37                   | 37                            |